# Adam František Kollár

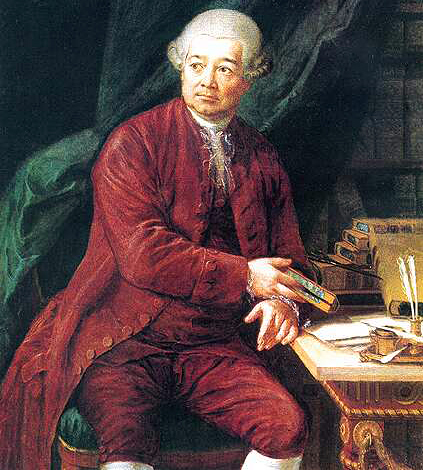
A. F. Kollar 1779

Adam František Kollár de Keresztén (alemán: Adam Franz Kollar von Keresztén, húngaro: kereszténi Kollár Ádám Ferenc; 1718-1783) fue un jurista eslovaco, Consejero de la Corte Imperial y Real y Bibliotecario Jefe Imperial y Real del Imperio austrohúngaro.
Fue consejero de la corte imperial austríaca y el bibliotecario jefe, un influyente partidario de la política ilustrada y centralista de la emperatriz María Teresa. Su propuesta de darle a María Teresa el título de reina de Hungría en 1772 se utilizó después como argumento a favor de las anexiones de Galitzia y Dalmacia por parte del Imperio de los Habsburgo. A Kollár también se le atribuye la invención del término etnología y su primera definición en 1783. Algunos autores lo consideran uno de los primeros exponentes proeslovacos, proeslavos y paneslavos de la monarquía de los Habsburgo.

## Biografía
Kollár nació en una familia de la baja nobleza (zeman) probablemente la semana anterior a su bautismo (el 17 de abril de 1718), en Terchová, en lo que hoy es Eslovaquia, en el entonces Reino de Hungría. Algunas fuentes suelen dar la fecha del bautismo como fecha de nacimiento. Otras fuentes más antiguas llevan la fecha del 15 de abril. Su antepasado Ladislav Kollar había sido ennoblecido en 1593.
En cuanto a su segundo nombre, František es la forma eslovaca que probablemente utilizó Kollár, pero en sus obras, todas escritas en latín o alemán, sólo se encuentran Franciscus o Franz. El nombre František apareció sólo en publicaciones eslovacas y checas del siglo XX. En los libros húngaros se le llama Ferenc.

### Formación
Los padres de Adam František Kollár se trasladaron a Banská Bystrica, donde asistió al colegio de los jesuitas. Posteriormente adoptó el seudónimo Pannonius Neosoliensis además de su nombre en algunas de sus obras en latín. Neosolium es el nombre latino de Banská Bystrica (del alemán Neusohl). Continuó sus estudios en la escuela secundaria de otra ciudad minera, Banská Štiavnica, y se graduó en Trnava, donde ingresó en la Compañía de Jesús. Entonces fue al Colegio Jesuita de Viena (ahora Universidad de Viena), enseñó en la escuela secundaria jesuita en Liptovský Svätý Mikuláš (ahora Liptovský Mikuláš) y después regresó a Viena para continuar sus estudios.
Su interés por los idiomas no tardó en manifestarse. Su informe escolar muestra excelentes notas en eslovaco y latín y excelentes notas en alemán. Sus estudios teológicos en la Universidad de Viena comenzaron con dos años de hebreo y lenguas orientales. Dejó la Compañía de Jesús después de licenciarse.

### Carrera

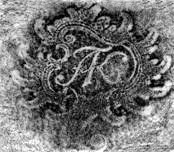
Ex libris de Adam František Kollár

Adam František Kollár comenzó su carrera en la Biblioteca Real Imperial en 1748 como escribiente, hasta que en 1774 se convirtió en bibliotecario jefe y consejero de la Corte de los Habsburgo. La mayoría de sus nombramientos fueron rápidamente aprobados por María Teresa, cuyo favor recibió, apoyando su política con su erudición. La emperatriz María Teresa también fue madrina de su único hijo.

## Etnología

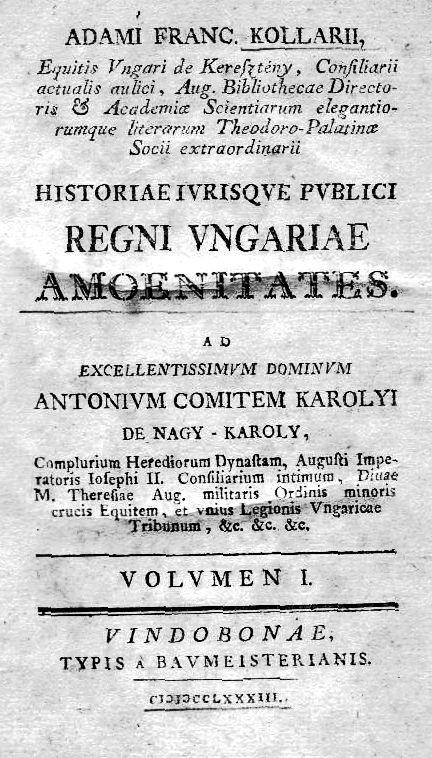
Historiae jurisque publici...

Con su conocimiento del turco, farsi y lenguas antiguas, Kollár editó y publicó (o volvió a publicar) muchos manuscritos y volúmenes antiguos de las colecciones de la Biblioteca Imperial y Real. Fueron muy apreciadas sus ediciones comentadas de textos en lenguas orientales. Como explica Kollár en la introducción, redescubrió los tipos de letra turcos  y árabes utilizados por François de Mesgnien Meninski en 1680 y los empleó para reimprimir la gramática turca de este autor. Kollár añadió transcripciones, textos de tratados con el Imperio Otomano, los tradujo al latín y añadió las versiones en árabe y en farsi.
La labor editorial de Kollár sobre manuscritos de diferentes culturas y lenguas, así como su familiaridad con las lenguas de su zona de origen, pronto le convirtieron en un estudioso de la etnología y fue él quien acuñó y definió el término en su Historiae ivrisqve pvblici regni Ungariae amoenitates  publicada en Viena en 1783. A diferencia de una definición posterior y más general de Alexandre César de Chavannes en 1787  que la entendía como "la historia de los pueblos que progresaban hacia la civilización", Kollár definió la etnología como La ciencia de las naciones y de los pueblos, osea, el estudio que indaga el origen, la lengua, las costumbres y las instituciones...
Adam František Kollár, escribiendo en la maraña de lenguas y etnias de la Monarquía de los Habsburgo, extendió las ideas de August Ludwig von Schlözer –ambos habían comentado las obras del otro– a pueblos (populis) y grupos étnicos o naciones (gens). La definición de Kollár pronto fue adoptada por los académicos centroeuropeos. Fue revivido en 1787 por el historiador alemán Johann Ernst Fabri en la Universidad Georg-August de Götinga y por Chavannes en la Academia de Lausana. Más tarde comenzó a aparecer en francés en la década de 1820 y en inglés en la década de 1830.

## Política

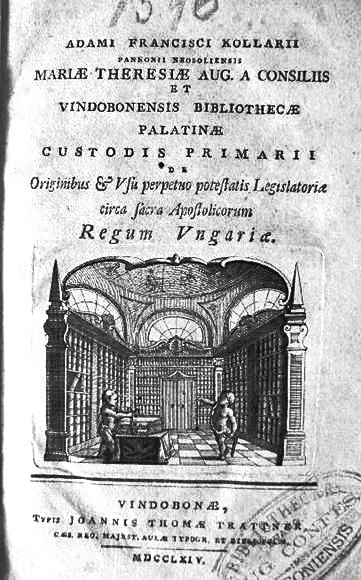
De Originibus & Nosotros...

Adam František Kollár estuvo estrechamente vinculado a la política de María Teresa de Austria. Algunas de sus publicaciones fueron encargadas por la Corte, aunque no de forma pública, y muchas otras abrazaban la política de la soberana. Originario del Reino de Hungría, que se había resistido tenazmente a la unión, Kollár conocía bien la situación. Dedicó su obra de 1764 titulada De Originibus et Usu perpetuo... (Sobre los orígenes y el uso perpetuo del poder legislativo de los Reyes Apostólicos de Hungría en materia eclesiástica) para apoyar la supremacía de los Habsburgo sobre la jerarquía eclesiástica católica, sobre el poder legislativo tradicional de la Dieta del Reino e, indirectamente, sobre los privilegios de la nobleza húngara. Kollár apoyó su posición y la de los Habsburgo con una gran cantidad de referencias a la historia del Reino,utilizando principalmente los documentos que ya había recopilado en su Historiae diplomaae... de 1762.
Kollár propuso, entre otras cosas, la abolición de la exención de impuestos para los nobles húngaros. De Originibus et Usu perpetuo... provocó el fiasco más sensacional en la vida política de Kollár. El libro fue considerado un ultraje por la Dieta a la que asistió María Teresa en 1764-1765 y no consiguió fortalecer la posición de la reina. En Pressburg, un grupo furioso de nobles húngaros quemó el libro en la plaza pública.María Teresa tuvo que intervenir con la prohibición de distribuir el libro de Kollár en el Reino de Hungría y con la retirada de los ejemplares vendidos y sugirió al autor que escribiera una apología, que éste escribió de mala gana en forma de defensa, y además la Santa Sede puso el libro en el Índice y lo mantuvo allí durante dos siglos.
Las tensiones entre los Habsburgo y el Reino de Hungría permanecieron en gran medida sin resolver durante la época de Kollár y su propuesta atrajo la ira de la nobleza húngara a la él que también pertenecía, pero no se rindió. Vivió en Viena, la capital del Imperio, donde sus ideas no sólo estaban de moda entre los habitantes, sino que irradiaban desde los centros de poder. La publicación de De Originibus et Usu perpetuo... estaba en línea con los objetivos de los Habsburgo, de modo que pudo mantener con creces su estatus como académico influyente y favorito de María Teresa. Escribió a favor de las políticas ilustradas de los Habsburgo, se opuso a la esclavitud y abogó por la libertad religiosa en todo el imperio. María Teresa se acercó a él y le pidió muchos escritos en apoyo de sus políticas. Sus razones expuestas en Jurium Hungariæ in Russiam Minorem...  publicada en latín y alemán en 1772 fueron utilizadas por los Habsburgo para justificar las anexiones de Galitzia y Dalmacia.

### Nacionalismo
El interés académico de Adam František Kollár por la diversidad étnica de Europa Central está relacionado con sus comentarios ocasionales sobre las relaciones entre los pueblos de la región del Danubio. 
Fue uno de los primeros autores académicos en abordar la cultura de los eslovacos y otros pueblos eslavos del Imperio de los Habsburgo y sus identidades lingüísticas y culturales, así como la determinación de las fronteras políticas. Junto con su nacionalismo pro Habsburgo, los estudiosos lo consideran un activista pro eslovaco, pro eslavo, y paneslavista. Algunas razones apoyadas por los Habsburgo en apoyo de la anexión de áreas de Polonia en 1772 recuerdan los escritos de Kollár sobre los rutenos con el concepto etnonacionalista ante litteram de identidad nacional independiente de las fronteras políticas existentes.
En el prefacio de Hungaria et Attila (1763), Kollár hace un llamamiento a sus compatriotas: «Quisiera instar a nuestros hermanos eslovacos a que no permanezcan indiferentes ante su lengua y su nacionalidad. Algunos, por desgracia, sólo lo son debido a los delitos de otros grupos establecidos en el reino de Hungría".
Colaboró con el jurista, teólogo, literato e historiador croata Baltazar Adam Krčelić, un pensador de la Ilustración que auspiciaba una mayor libertad en el futuro para los pueblos eslavos.

### Reformas educativas
Kollár influyó en algunas de las reformas de María Teresa, incluida la ordenanza Ratio educationis de 1777, cuyo objetivo era estandarizar los métodos de enseñanza, los planes de estudio y los libros de texto. Los Habsburgo lo apreciaron más por la ampliación de sus colecciones de bibliotecas especializadas. María Teresa, sin embargo, pospuso indefinidamente la propuesta presentada por Kollár en 1774 (Kollár había emprendido otros intentos similares en 1735 y en 1762-1763 ) para establecer lo que habría sido el primer instituto de investigación del Imperio, en línea con otros europeos que en su propuesta se llamaba Academia de Ciencias. 

## Obras
Las fuentes dan títulos y fechas de publicación incorrectos de algunas obras de Adam František Kollár. La siguiente lista se basa en su correspondencia, con la transcripción habitual de los títulos latinos y las letras mayúsculas.
- 1755 - [ Hoca Sadeddin Efendi ] Saad ed-dini scriptoris turcici Annales turcici usque ad Muradem I cum textu turcico impreso. Viena. Traducido al latín, editado y comentado por AF Kollár.
- 1756 - [François de Mesgnien Meninski] Francisci à Mesgnien Meninski Institutiones linguae turcicae, cum rudimentis paralelos linguarum arabicae & persicae. Editio alter, método linguam turcicam sua mars descend aucta. Viena. Editado y comentado por AF Kollár.
- 1760 - De commentariis in manu exaratos codices augustae bibliothecae Vindobonensis propediem praelum subituris epistola.
- 1761-1762 − Analecta monumentrum omnis aevi Vindobonensia, I-II. Viena. Editado y comentado por AF Kollár.
- 1762 - [Caspar Ursinus Velius] Casparis Ursini Velii De bello Pannonico libri decem ex codicibus manu exaratis caesareis [...] maxima exscriptis illustrati. Viena. Editado y comentado por AF Kollár.
- 1762 - Historiae diplomaae juris patronatus apostolicorum Hungariae regum libri tres. Viena.
- 1762 - Χαριτες ειδυλλίων [Charites eidyllion], seu Gratiae Francisco et Mariae Theresiae Augustis. In solemnibus Minervae Augg. munificentia et jussu Vindobonam reductis habitae, Graece et Latine. Viena.
- 1763 - [ Nicolaus Olahus ] Nicolai Olahi metropolitanae Strigoniensis Hungaria et Attila sive de originebus gentis regni Hungariae [...] emondato coniumctim editi. Viena. Editado y comentado por AF Kollár.
- 1764 - De Originibus & Usu perpetuo potestatis Legislatoriae circa sacra Apoststolicorum Regum Ungariae. Viena.
- 1766-1782 - [ Peter Lambeck ] Petri Lambecii Hamburgensis Commentariorum de Augustissima Bibliotheca Caesarea Vindobonensi. 8 volúmenes, editados y comentados por AF Kollár.
- 1769 - Humillimum recordatorio de ortu, Progressu et in Hungaria incolatu gentis Ruthenicae. [29] Una historia de los rutenos en el Reino de Hungría.
- 1772 - Jurium Hungariae en Rusiam minorem et Podoliam, Bohemiaeque in Oswicensem et Zatoriensem ducatus explicatio. Viena. La misma obra en alemán: Vorläufige Anführung der Rechte des Königreiches Hungarn auf Klein-oder Roth-Reussen und Podolien und des Königreichs Böheim auf die Herzogthümer Auschwitz und Zator. Viena.
- 1774 - Anfangsgründe der lateinischen Sprache für die Oesterreichischen Staaten auf allerhöchsten Befehl verfasset. Viena.[30] Reimpreso en Bratislava (Pressburg/Posonium) en 1775.[31]
- 1775 − Etymologicum linguae latinae, in welchem die etymologischen Regeln und lateinischen Roots oder Grammwörter, wie also die stamm- und abstammended Wörter, wie dieselben in dem Tirocinio analytico nach einander folgen, enthalten sind: und welchem das Tirocinium Syntheticum beygefüget worden. Zum Gebrauch der öffentlichen lateinischen Schulen in den Oesterreichishchen Staaten. Viena.
- 1777 − Ratio educationis totiusque rei literariae per regnum Hungariae et provinciales eidem adnexas. Viena. AF Kollár contribuyó a la forma de esta ordenanza imperial-real.
- 1782 - In jucundissimum Vindobonam adventum Pii Pp. TÚ. pontificas maximi carmen. Viena. Poema por la visita de Pío VI a Viena.
- 1783 - Historiae jurisque publici regni Ungariae amoenitates, I-II. Viena.